# Горен, Шрага
Шрага Горен (ивр. שרגא גורן‎; при рождении Гороховский — ивр. גורוחובסקי‎; род. 1898 год, Макаров, Киевская губерния, Российская империя — 12 июня 1972 год, Израиль) — израильский политик, депутат кнессета 1-го созыва.

## Биография
Шрага Гороховский родился в 1898 году, в местечке Макаров, Российской империи (ныне Украина). Шрага родился в семье Арона Гороховского, и его жены, Хаи-Сары Берман.
Получил традиционное образование, сначала учился в хедере, а затем в средней школе в Киеве. Участвовал в движении «Цеирей-Цион» с 1913 года. В 1914 году стал одним из участников сионистского движения «Эт ливнот» (ивр. עת לבנות‎ — Время строить).
Стал одним из учредителей движения «Дрор» в 1917 году. Женился в 1920 году.
Иммигрировал в подмандатную Палестину в 1921 году.
Статьи Горена публиковались в «Давар» и «ха-Поэль ха-цаир».
Шрага Горен был избран одним из делегатов 20-го сионистского конгресса в Цюрихе.
Был избран в кнессет 1-го созыва от партии «МАПАЙ», работал в комиссии по экономике и комиссии по труду.
Скончался в возрасте 74 лет.